# Dryopteris keysseriana
Dryopteris keysseriana là một loài dương xỉ trong họ Dryopteridaceae. Loài này được Rosenst. mô tả khoa học đầu tiên năm 1912.
Danh pháp khoa học của loài này chưa được làm sáng tỏ. 